# Giovanni Pellielo
Giovanni Pellielo (ur. 11 stycznia 1970 w Vercelli) – włoski strzelec sportowy, czterokrotny medalista olimpijski, wielokrotny mistrz świata i Europy. Specjalizuje się w konkurencji trap.
W 2000, 2004 i 2008 roku został odznaczony Orderami Zasługi Republiki Włoskiej.

## Igrzyska olimpijskie
Na igrzyskach zadebiutował w 1992 roku w Barcelonie. W zawodach zdołał dojść do półfinału, lecz tam odpadł, zostając sklasyfikowanym na 10. miejscu. Cztery lata później w Atlancie odpadł w kwalifikacjach, kończąc zmagania na 10. pozycji. Pierwszy medal zdobył podczas igrzysk w 2000 roku w Sydney. W finale z wynikiem 140 punktów zajął trzecie miejsce, otrzymując brązowy medal. W 2004 roku w Atenach wywalczył srebro. Lepszy okazał się jedynie Rosjanin Aleksiej Alipow, który wyrównał rekord olimpijski. Sukces ten powtórzył po czterech latach w Pekinie. Tym razem przegrał rywalizację z Davidem Kosteleckim z Czech. Podczas igrzysk olimpijskich w 2012 roku w Londynie nie udało się jemu awansować do finału. W kwalifikacjach zajął 8. pozycję. Na igrzyskach w 2016 roku w Rio de Janeiro zdobył swój trzeci srebrny medal, przegrywając w finale z Chorwatem Josipem Glasnoviciem.
| Igrzyska | Miejscowość    | Konkurencja | Kwalifikacje | Kwalifikacje | Półfinał | Półfinał | Finał | Finał   |
| Igrzyska | Miejscowość    | Konkurencja | Wynik        | Pozycja      | Wynik    | Pozycja  | Wynik | Pozycja |
| -------- | -------------- | ----------- | ------------ | ------------ | -------- | -------- | ----- | ------- |
| IO 1992  | Barcelona      | Trap        | 145          | 11. Q        | 193      | 10.      | NQ    | NQ      |
| IO 1996  | Atlanta        | Trap        | 120          | 13.          | —        | —        | NQ    | NQ      |
| IO 2000  | Sydney         | Trap        | 116          | 4. Q         | —        | —        | 140   | brąz    |
| IO 2004  | Ateny          | Trap        | 122          | 3. Q         | —        | —        | 146   | srebro  |
| IO 2008  | Pekin          | Trap        | 120          | 4. Q         | —        | —        | 143   | srebro  |
| IO 2012  | Londyn         | Trap        | 121          | 8.           | —        | —        | NQ    | NQ      |
| IO 2016  | Rio de Janeiro | Trap        | 122          | 1. Q         | 14       | 2. Q     | 13    | srebro  |
| IO 2024  | Paryż          | Trap        | 121          | 16.          | —        | —        | NQ    | NQ      |